# Видовданско песничко бденије
Видовданско песничко бденије је културна манифестација која се одржава о Видовдану у Грачаници, Бабином Мосту и на Газиместану, на Косову и Метохији. Организатор је Дом културе Грачаница. Манифестација обједињује Ликовну колонију Грачаница, избор Косовске девојке и Песничко причешће пред црквом у манастирској порти Грачанице уочи Видовдана.
Манифестација је први пут одржана 1989. године, у време обележавања 600. годишњице Косовског боја, и до данас се редовно одржава упркос приликама које владају на Косову и Метохији.
У оквиру ликовне колоније додељује се награда Лонгин за најбољу слику, а на Песничком причешћу се додељују награде Златни крст кнеза Лазара, Грачаничка повеља, Кондир Косовке девојке и Перо деспота Стефана Лазаревића. Најзначајнија награда која се додељује у оквиру манифестације је Златни крст кнеза Лазара, који се додељује за целокупни књижевни опус аутора. Њен први добитник је песникиња Десанка Максимовић.
Жири за доделу награда 2015. чинили су: академик Горан Петровић, проф. др Горана Раичевић и Жарко Миленковић, књижевни критичар.
Од 2012. године организацију ове манифестације је преузела општинска власт која је формирана на косовским парламентарним изборима, које Влада Србије није подржала.
Патријарх српски Иринеј са епископом рашко-призренским Теодосијем служио је бденије у Грачаници уочи Видовдана 2012.
2022. године Манифестацији је присуствовао патријарх српски Порфирије, епископ рашко-призренски Теодосије и представник Владе Републике Србије, директор Канцеларије за Косово и Метохију, и други званичници.
Сваке године у оквиру Манифестације излази часопис Видовдански гласник.

## Галерија
- Видовданско песничко причешће, 27. јун 2009.
- Десанка Максимовић – први добитник награде Златни крст кнеза Лазара
- Златни крст додељен Данилу Николићу, изложен у удружењу Адлигат